# Adamanterpeton
Adamanterpeton (uit het Grieks: Αδάμαντας adamantas, wat 'diamant' betekent en Grieks: ἑρπετόν herpetón, wat 'kruipend ding' betekent) is een geslacht van uitgestorven edopoïde Temnospondyli binnen de familie Cochleosauridae. Twee exemplaren werden ontdekt in de fossielrijke Allegheny-formatie van Linton, Ohio. De typesoort Adamanterpeton ohioensis werd in 1998 benoemd. Adamanterpeton is zeldzaam in de gewerveldenverzameling van Linton, terwijl andere amfibieën zoals Sauropleura, Ophiderpeton en Colosteus vaker voorkomen. In tegenstelling tot andere gewervelden uit Linton, was Adamanterpeton mogelijk aangepast aan een bodembewonende levensstijl.

## Naamgeving
De Diamond Mine in Linton, een kolenmijn, heeft zo'n zesduizend fossielen opgeleverd. Een daarvan is een temnospondyle schedel die in 1916 gemeld werd door Moodie en toegewezen aan Macrerpeton huxleyi. Alfred Romer combineerde in 1930 de schedel met ander materiaal in de reconstructie van een Leptophractus lancifer. In 1963 splitste hij dit materiaal weer waarbij de schedel buiten de boot viel. Hook en Baird wezen de schedel in 1986 toe aan Gaudrya latistoma maar dat bleek zelf een chimaera te zijn van verschillende soorten.
In 1998 benoemden daarom  Andrew R. Milner en Sandra E.K. Sequeira de typesoort Adamanterpeton ohioensis. De geslachtsnaam verbindt het Grieks adamas, 'diamant' en herpeton, 'kruipend dier'. De soortaanduiding verwijst naar de herkomst uit Ohio.
Het holotype is AMNH 2933, een schedel platgedrukt op plaat en tegenplaat. De botten zijn niet uit de steenplaten geprepareerd. Een tweede schedel gemeld door Moodie en gebruikt door Alfred Romer, specimen AMNH 6954, is toegewezen. Romer vermeldde de schedels onder de foute inventarisnummers  AMNH 6939 en AMNN 6951.

## Geschiedenis en ontdekking
De soort is alleen bekend van twee fossiele exemplaren. De cochleosauride specimens werden ontdekt in de fossielrijke Alleghenyformatie van Linton, Ohio door John Strong Newberry, maar werden pas formeel beschreven en afgebeeld in 1875 door Edward Drinker Cope. Met behulp van Cope's (1875) werk kende Moodie (1916) de exemplaren toe aan Macrerpeton huxleyi, maar aangezien het holotype voor Macrerpeton huxleyi goed beschreven en te onderscheiden was van de twee exemplaren, werd deze toeschrijving niet erkend door latere auteurs. In 1930 classificeerde Alfred Romer de exemplaren als Anthracosaurus. In 1947 herzag Romer zijn eerdere classificatie en benoemde ze als Leptophractus obsoletus. In plaats van het type specimen van Leptophractus obsoletus te gebruiken, gebruikte hij echter de twee cochleosauride specimens en classificeerde Leptophractus obsoletus foutief als kleine temnospondyle behorend tot de familie Edopoidea. In 1963 herzag Romer het materiaal van Anthracosaurus uit Linton, Ohio, en verwijderde daarmee de twee cochleosauride specimens uit zijn vorige classificatie, waardoor ze geen officiële systematische status of classificatie kregen. Hook en Baird (1986) identificeerden ze als Gaudrya latistoma, maar Sequeira & Milner (1993) weerlegden deze classificatie.
In hun artikel uit 1998 probeerden Sequeira en Milner de cochleosauride specimens te classificeren. Ze vonden geen overeenkomsten met bestaande cochleosauride geslachten, beschouwden ze als een plesiomorfe stamcochleosauride en noemden het overeenkomstige geslacht Adamanterpeton en wezen de soortaanduiding ohioensis toe aan het type specimen.

## Paleomilieu en geologie
De soort is alleen bekend uit de diamantkolenmijnen van Linton, Ohio. De fossielen uit Linton zijn bewaard gebleven in een steenkoolafzetting die bekend staat als de Upper Freeport coal, een dunne afzetting van 'cannelkool' die onder een plaatselijk dikke laag bitumineuze steenkool ligt aan de bovenkant van de Allegheny Group. Het gebied was waarschijnlijk een kronkel van een grotere rivier die werd afgesneden en zo een meer met een 'oxbow' vormde. Een vermindering van de sedimentafzettingen naar het meer leidde tot een toename van veenvormende moerassen, waardoor veen zich direct kon ophopen over het sapropeel dat gevonden werd in verlaten kanaalsegmenten, wat uiteindelijk de steenkoolafzettingen vormde. Er werd ook gedacht dat de aanzienlijke diepte van het meer bijdroeg aan de langere tijd dat de sapropeel-omstandigheden in het gebied bestonden nadat het meer was opgedroogd.
Er wordt aangenomen dat het gebied ergens tussen de 200 en 300 temnospondyle specimens heeft opgeleverd, waarvan er slechts twee Adamanterpeton ohioensis vertegenwoordigen. Daarmee is dit de zeldzaamste temnospondyl en een van de zeldzamere tetrapoden uit de verzameling. Milner en Sequeira (1998) wijten zijn schaarste in de Linton fauna aan zijn terrestrische aard, wat erop wijst dat hij niet van nature in deze aquatische omgeving voorkwam en waarschijnlijk een toevallige vondst was. C. florensis werd gevonden in een verzameling in Florence, Nova Scotia die qua afzettingsmilieu vergelijkbaar wordt geacht met die van Linton. Zowel C. florensis als Adamanterpeton ohioensis hebben relatief gegolfde schedels die tussen de 100 en 500 millimeter lang zijn, een kenmerk dat vaak wordt geassocieerd met op het land levende temnospondylen, waardoor Milner en Sequeira veronderstelden dat de familie van cochleosauriërs amfibieën en kleine terrestrische carnivoren omvatte.

## Beschrijving
Een probleem bij de beschrijving in 1998 is dat slechts symplesiomorfieën werden aangegeven die dus per definitie niet onderscheidend zijn. In het verhemeltebeen staan zeer grote vangtanden. In de praemaxilla is plaats voor ongeveer veertien tanden en in de onderkaak voor vijfenveertig tanden.
Beide exemplaren bestaan alleen uit een schedel en missen post-schedelmateriaal. De schedels van beide exemplaren zijn niet volledig bewaard gebleven, maar de schedel van het type-exemplaar is ongeveer 130 millimeter lang en die van het andere exemplaar ongeveer 120 millimeter.
Het honingraatpatroon van het 'pit-and-ridge' systeem, dat kenmerkend is voor temnospondylen, wordt ook waargenomen bij Adamanterpeton. Dit ornamentpatroon is echter aanzienlijk verminderd in het gebied tussen de voorste snuit en de achterste schedelrand en in de lacrimalen en jukbeenderen, een patroon dat ook bij C. bohemicus en C. florensis is waargenomen. De exemplaren vertonen ook een patroon waarbij verbeende stutten zich uitstrekken aan weerszijden van de middenlijn van de voorkaak, die zich vervolgens uitstrekken naar de middenlijn van de neus- en voorkaakspieren, en eindigen langs de pariëtalen. De stutten zijn een eigenschap die kenmerkend wordt geacht voor cochleosauriërs.
Net als Procochleosaurus, behoudt Adamanterpeton een foramen pineale in tegenstelling tot de andere leden van de familie van cochleosauriërs, waar de foramen pineale ofwel volledig gesloten of alleen open is bij juvenielen. Het is onbekend of het foramen pineale ooit gesloten is geweest in hun evolutionaire geschiedenis, maar de grootte van het foramen bij beide geslachten suggereert dat dit niet het geval is en dat ze in plaats daarvan de oorspronkelijke toestand hebben zoals we die aantreffen bij de tetrapoden.
Het schedeldak van de specimens werd als representatief beschouwd voor de primitieve toestand van de temnospondylen, hetzij door directe waarneming van de kenmerken, hetzij door gevolgtrekking, wat noodzakelijk was omdat delen van het squamosum en quadratojugale bij beide specimens ontbraken.
Het verhemelte wordt ook beschouwd als representatief voor een primitieve temnospondyl, omdat het primitieve kenmerken behoudt zoals kleinere interpterygoïde vacuüms, gepaarde ploegschaarbeenderen, ectopterygoïden en pterygoïden. De ploegschaarbeenderen zijn langgerekt, naast een langgerekt prechoanaal en interchoanaal gebied, die beide kunnen worden geassocieerd met langgerekte choanae, kenmerken die ook allemaal typisch zijn voor cochleosauriërs.
De parasphenoïde plaat van de schedel van Adamanterpeton is breder dan hij lang is, vergelijkbaar met die van C. bohemicus. Het bevat ook drie ondiepe holten op het ventrale oppervlak waarvan wordt aangenomen dat ze homoloog zijn aan de parasphenoïde tubera die aanwezig zijn bij andere edopoïden.
De onderkaak was relatief ondiep en bestond uit dezelfde botten die typisch zijn voor temnospondylen, een kenmerk dat ook werd waargenomen bij Cochleosaurus en Nigerpeton. Dit staat in contrast met Procochleosaurus, die een diepere en robuustere onderkaak heeft. Hun tanden en hoektanden waren eenvoudig en puntig en waren verankerd in het bot waarbij de tandkas apart bleef. De tanden waren gerangschikt in de typische temnospondyle vorm met drie paar hoektanden op de verhemeltebeenderen.

## Fylogenie
Adamanterpeteron werd in 1998 in de Cochleosauridae geplaatst.
Adamanterpeton is geclassificeerd als een stamcochleosauriër, samen met Procochleosaurus, maar er is onzekerheid over de vraag of Adamanterpeton meer stamcochleosaurus of Procochleosaurus moet zijn, want ondanks dat Adamanterpeton alle cochleosauride kenmerken heeft, mist het de apomorfieën die worden gedeeld door meer afgeleide cochleosauriden. De gegevens van Procochleosaurus zijn echter vrij schaars en minder dan 50% compleet, dus zijn fylogenetische positie blijft dubbelzinnig en voor interpretatie vatbaar.
Ondanks de ambiguïteit van de volgorde van de stamgroepen, is er herhaaldelijk steun geweest voor een monofyletische familie Cochleosauridae die bestaat uit Procochleosaurus en Adamanterpeton als stamgroepen naar de kroongroep die bestaat uit Cochleosaurus, Nigerpeton en Chenoprosopus. De kenmerken die deze familie diagnosticeren zijn vermoedelijk de sluiting van het foramen pineale, de voorste brede choanae, de extreme voorste verlenging van de vomerine en de expansie van het kaakbeen op het palatale oppervlak. Onderzoekers zijn het hier in het algemeen over eens, hoewel er tegenstand is geweest tegen het opnemen van het foramen pineale.
|  | Cochleosaurus bohemicus |
|  |                         |
|  | Cochleosaurus florensis |
|  |                         |

|  | Nigerpeton ricqlesi                                                            |
|  |                                                                                |
|  | \| \| Chenoprosopus milleri \| \| \| \| \| \| Chenoprosopus lewisi \| \| \| \| |
|  |                                                                                |
|  | Chenoprosopus milleri                                                          |
|  |                                                                                |
|  | Chenoprosopus lewisi                                                           |
|  |                                                                                |

|  | Chenoprosopus milleri |
|  |                       |
|  | Chenoprosopus lewisi  |
|  |                       |

|  | Cochleosaurus bohemicus |
|  |                         |
|  | Cochleosaurus florensis |
|  |                         |

|  | Nigerpeton ricqlesi                                                            |
|  |                                                                                |
|  | \| \| Chenoprosopus milleri \| \| \| \| \| \| Chenoprosopus lewisi \| \| \| \| |
|  |                                                                                |
|  | Chenoprosopus milleri                                                          |
|  |                                                                                |
|  | Chenoprosopus lewisi                                                           |
|  |                                                                                |

|  | Chenoprosopus milleri |
|  |                       |
|  | Chenoprosopus lewisi  |
|  |                       |

|  | Cochleosaurus bohemicus |
|  |                         |
|  | Cochleosaurus florensis |
|  |                         |

|  | Nigerpeton ricqlesi                                                            |
|  |                                                                                |
|  | \| \| Chenoprosopus milleri \| \| \| \| \| \| Chenoprosopus lewisi \| \| \| \| |
|  |                                                                                |
|  | Chenoprosopus milleri                                                          |
|  |                                                                                |
|  | Chenoprosopus lewisi                                                           |
|  |                                                                                |

|  | Chenoprosopus milleri |
|  |                       |
|  | Chenoprosopus lewisi  |
|  |                       |

|  | Cochleosaurus bohemicus |
|  |                         |
|  | Cochleosaurus florensis |
|  |                         |

|  | Nigerpeton ricqlesi                                                            |
|  |                                                                                |
|  | \| \| Chenoprosopus milleri \| \| \| \| \| \| Chenoprosopus lewisi \| \| \| \| |
|  |                                                                                |
|  | Chenoprosopus milleri                                                          |
|  |                                                                                |
|  | Chenoprosopus lewisi                                                           |
|  |                                                                                |

|  | Chenoprosopus milleri |
|  |                       |
|  | Chenoprosopus lewisi  |
|  |                       |

|  | Cochleosaurus bohemicus |
|  |                         |
|  | Cochleosaurus florensis |
|  |                         |

|  | Nigerpeton ricqlesi                                                            |
|  |                                                                                |
|  | \| \| Chenoprosopus milleri \| \| \| \| \| \| Chenoprosopus lewisi \| \| \| \| |
|  |                                                                                |
|  | Chenoprosopus milleri                                                          |
|  |                                                                                |
|  | Chenoprosopus lewisi                                                           |
|  |                                                                                |

|  | Chenoprosopus milleri |
|  |                       |
|  | Chenoprosopus lewisi  |
|  |                       |

|  | Cochleosaurus bohemicus |
|  |                         |
|  | Cochleosaurus florensis |
|  |                         |

|  | Nigerpeton ricqlesi                                                            |
|  |                                                                                |
|  | \| \| Chenoprosopus milleri \| \| \| \| \| \| Chenoprosopus lewisi \| \| \| \| |
|  |                                                                                |
|  | Chenoprosopus milleri                                                          |
|  |                                                                                |
|  | Chenoprosopus lewisi                                                           |
|  |                                                                                |

|  | Chenoprosopus milleri |
|  |                       |
|  | Chenoprosopus lewisi  |
|  |                       |

|  | Cochleosaurus bohemicus |
|  |                         |
|  | Cochleosaurus florensis |
|  |                         |

|  | Nigerpeton ricqlesi                                                            |
|  |                                                                                |
|  | \| \| Chenoprosopus milleri \| \| \| \| \| \| Chenoprosopus lewisi \| \| \| \| |
|  |                                                                                |
|  | Chenoprosopus milleri                                                          |
|  |                                                                                |
|  | Chenoprosopus lewisi                                                           |
|  |                                                                                |

|  | Chenoprosopus milleri |
|  |                       |
|  | Chenoprosopus lewisi  |
|  |                       |

|  | Cochleosaurus bohemicus |
|  |                         |
|  | Cochleosaurus florensis |
|  |                         |

|  | Nigerpeton ricqlesi                                                            |
|  |                                                                                |
|  | \| \| Chenoprosopus milleri \| \| \| \| \| \| Chenoprosopus lewisi \| \| \| \| |
|  |                                                                                |
|  | Chenoprosopus milleri                                                          |
|  |                                                                                |
|  | Chenoprosopus lewisi                                                           |
|  |                                                                                |

|  | Chenoprosopus milleri |
|  |                       |
|  | Chenoprosopus lewisi  |
|  |                       |

|  | Cochleosaurus bohemicus |
|  |                         |
|  | Cochleosaurus florensis |
|  |                         |

|  | Nigerpeton ricqlesi                                                            |
|  |                                                                                |
|  | \| \| Chenoprosopus milleri \| \| \| \| \| \| Chenoprosopus lewisi \| \| \| \| |
|  |                                                                                |
|  | Chenoprosopus milleri                                                          |
|  |                                                                                |
|  | Chenoprosopus lewisi                                                           |
|  |                                                                                |

|  | Chenoprosopus milleri |
|  |                       |
|  | Chenoprosopus lewisi  |
|  |                       |

|  | Cochleosaurus bohemicus |
|  |                         |
|  | Cochleosaurus florensis |
|  |                         |

|  | Nigerpeton ricqlesi                                                            |
|  |                                                                                |
|  | \| \| Chenoprosopus milleri \| \| \| \| \| \| Chenoprosopus lewisi \| \| \| \| |
|  |                                                                                |
|  | Chenoprosopus milleri                                                          |
|  |                                                                                |
|  | Chenoprosopus lewisi                                                           |
|  |                                                                                |

|  | Chenoprosopus milleri |
|  |                       |
|  | Chenoprosopus lewisi  |
|  |                       |

|  | Cochleosaurus bohemicus |
|  |                         |
|  | Cochleosaurus florensis |
|  |                         |

|  | Nigerpeton ricqlesi                                                            |
|  |                                                                                |
|  | \| \| Chenoprosopus milleri \| \| \| \| \| \| Chenoprosopus lewisi \| \| \| \| |
|  |                                                                                |
|  | Chenoprosopus milleri                                                          |
|  |                                                                                |
|  | Chenoprosopus lewisi                                                           |
|  |                                                                                |

|  | Chenoprosopus milleri |
|  |                       |
|  | Chenoprosopus lewisi  |
|  |                       |

|  | Cochleosaurus bohemicus |
|  |                         |
|  | Cochleosaurus florensis |
|  |                         |

|  | Nigerpeton ricqlesi                                                            |
|  |                                                                                |
|  | \| \| Chenoprosopus milleri \| \| \| \| \| \| Chenoprosopus lewisi \| \| \| \| |
|  |                                                                                |
|  | Chenoprosopus milleri                                                          |
|  |                                                                                |
|  | Chenoprosopus lewisi                                                           |
|  |                                                                                |

|  | Chenoprosopus milleri |
|  |                       |
|  | Chenoprosopus lewisi  |
|  |                       |

|  | Cochleosaurus bohemicus |
|  |                         |
|  | Cochleosaurus florensis |
|  |                         |

|  | Nigerpeton ricqlesi                                                            |
|  |                                                                                |
|  | \| \| Chenoprosopus milleri \| \| \| \| \| \| Chenoprosopus lewisi \| \| \| \| |
|  |                                                                                |
|  | Chenoprosopus milleri                                                          |
|  |                                                                                |
|  | Chenoprosopus lewisi                                                           |
|  |                                                                                |

|  | Chenoprosopus milleri |
|  |                       |
|  | Chenoprosopus lewisi  |
|  |                       |

|  | Cochleosaurus bohemicus |
|  |                         |
|  | Cochleosaurus florensis |
|  |                         |

|  | Nigerpeton ricqlesi                                                            |
|  |                                                                                |
|  | \| \| Chenoprosopus milleri \| \| \| \| \| \| Chenoprosopus lewisi \| \| \| \| |
|  |                                                                                |
|  | Chenoprosopus milleri                                                          |
|  |                                                                                |
|  | Chenoprosopus lewisi                                                           |
|  |                                                                                |

|  | Chenoprosopus milleri |
|  |                       |
|  | Chenoprosopus lewisi  |
|  |                       |

|  | Cochleosaurus bohemicus |
|  |                         |
|  | Cochleosaurus florensis |
|  |                         |

|  | Nigerpeton ricqlesi                                                            |
|  |                                                                                |
|  | \| \| Chenoprosopus milleri \| \| \| \| \| \| Chenoprosopus lewisi \| \| \| \| |
|  |                                                                                |
|  | Chenoprosopus milleri                                                          |
|  |                                                                                |
|  | Chenoprosopus lewisi                                                           |
|  |                                                                                |

|  | Chenoprosopus milleri |
|  |                       |
|  | Chenoprosopus lewisi  |
|  |                       |

|  | Cochleosaurus bohemicus |
|  |                         |
|  | Cochleosaurus florensis |
|  |                         |

|  | Nigerpeton ricqlesi                                                            |
|  |                                                                                |
|  | \| \| Chenoprosopus milleri \| \| \| \| \| \| Chenoprosopus lewisi \| \| \| \| |
|  |                                                                                |
|  | Chenoprosopus milleri                                                          |
|  |                                                                                |
|  | Chenoprosopus lewisi                                                           |
|  |                                                                                |

|  | Chenoprosopus milleri |
|  |                       |
|  | Chenoprosopus lewisi  |
|  |                       |